# Інформаційна ера

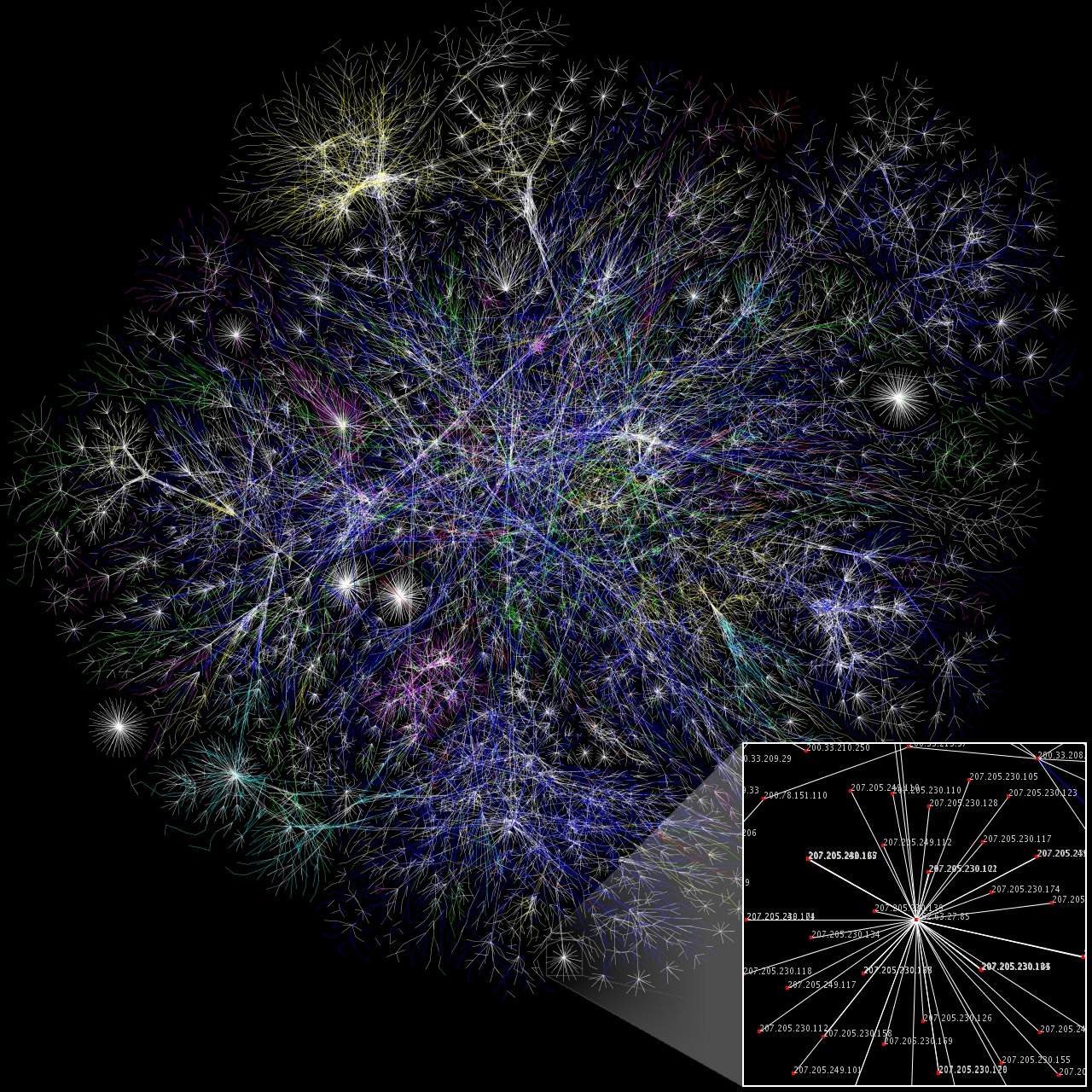
«Кіберпростір складається з взаємодій і відносин, мислить і вибудовує себе подібно стоячій хвилі у плетиві наших комунікацій. Наш світ одночасно скрізь і ніде, але не там, де живуть наші тіла.» (Декларація незалежності кіберпростору Джона Барлоу - на мал. приблизна схема Інтернет-трафіку)

Інформаційна ера (англ. Information Age, Digital Age, Computer Age, також знана як Ера комп'ютерів або інформаційна епоха (електронна епоха)) — концептуальна ідея про те, що сучасний вік буде характеризуватися широкими можливостями для окремих осіб вільно передавати/приймати інформацію і мати миттєвий доступ до знань, що було б важко або неможливо в попередні епохи розвитку людства.
Ідея пов'язана з концепцією Цифрового століття чи Цифрової революції, і включає в себе наслідки переходу від традиційної промисловості, які промислова революція пронесла через індустріалізацію, до економіки, заснованої на маніпуляції інформацією.

## Значення терміна
Зазвичай випливає як наслідок Космічної Ери, пов'язана з капіталізацією досягнень в галузі комп'ютерної мікромінітюризації з нечітким переходом, який охоплює проміжок від першої появи персональних комп'ютерів наприкінці 1970-х до досягнення критичної маси в Інтернеті на початку 1990-х, і прийняття таких технології громадськістю протягом двох десятиліть після 1990 року. Інформаційна ера зробила можливими швидкі глобальні комунікації та існування інформаційних мереж, що значним чином надало форми сучасному суспільству.
Соціолог Мануель Кастельс пояснює цей термін таким чином: 
«Інформаційна епоха [...] означає історичний період людського суспільства. Вона заснована на мікро-електронних інформаційних і комунікаційних технологіях та генній інженерії — основі технологічної парадигми, якою характеризується цей період, замінює або накладається на технологічну парадигму індустріальної епохи, яка базується в основному на виробництві і розподілі енергії»
.

## Зв'язок з іншими теоріями та концепціями
Концепція інформаційної ери тісно пов'язана з теоретичними розробками соціологів Д. Белла, Е. Тофлера, П. Друкера, М. Кастельса, М. Маклуена. Кожен з яких зробив свій внесок в розробку концепції Постіндустріального (або Інформаційного) суспільства, яке є наступним кроком розвитку людського суспільства.

## Передумови зародження
Своїми передумовами ІЕ має наслідки інформаційної революції в галузі інформаційних технологій (створення перших ЕОМ — Z3, Комп'ютер Атанасова — Беррі, МЕЛМ, ENIAC, винайдення транзисторів, мінітюаризація, глобальні мережі). Досягнення якої зробили можливим створення складних технічних систем, які дозволили обробляти просто величезні порівняно з попередніми роками обсяги інформації.
Паралельно розвивалося наукове підґрунтя для ефективної роботи та керування цих систем. Недостатність механістичного пояснення процесів у світі, призвела до появи нового підходу у методології досліджень — системного підходу. В середині ΧΧ ст. Н. Вінером створено нову науку про взаємозв'язки та керування систем — кібернетику, а теорія інформації, розроблена К. Шенноном дозволила підійти до інформації як певної величини, що можна виміряти та передавати її на задано великі відстані без втрати її якості.
Все це заклало підґрунтя для інформаційної революції, основним наслідком якої стала все зростаюче велике значення якісної, потрібної інформації.

## Основні риси

### Економіка
Разом з розвитком інформаційного суспільства прогнозується перехід до економіки послуг, яка має за основу не виробництво товарів, а надання послуг.

### Культура
В культурі спостерігається тенденція до масовості, виникає і розвивається масова культура. Виникає ряд субкультур зі своїми унікальними характеристиками: мовою (арґо), уподобаннями, цінностями. Виникає кіберспорт, з якого регулярно проводяться світові змагання. Зростає популярність соціальних мереж і інтернет-ЗМІ — величезні відстані перетворюються в ніщо, світ стає «глобальним селом». В якому пошук своєї особистості стає проблемою, а насильство — одним з головних засобів самовираження (М. Маклуен, «Пробудження Маклуена»).
В одному з виступів, Маршалл Маклуен зазначає про нову, електронну (тобто інформаційну) людину: «Ми говоримо про грамотну людину: грамотна людина всмоктує все як губка, чого не хоче робити нова електрична людина. Так, грамотність котиться з гори .» Тобто гостро постає питання формування в людей нової інформаційної культури.

### Політика
Широке застосування для соціальної взаємодії новітніх засобів інформаційної обробки (персональних комп'ютерів, мобільних телефонів тощо) зробило можливим швидку обробку великих обсягів інформації, що може надходити все більш оперативно від свого джерела до споживача. Пов'язане з цим зростання ролі засобів масової інформації в організації суспільства робить можливим нові форми правління суспільством — нетократію і медіакратію.
Зростання ролі інформації як ресурсу призвело до офіційного визнання провідними державами світу нового виду війн — інформаційної війни (англ. Information warfare, рос. Информационное противоборство), мета яких не знищити фізично супротивника, але, використовуючи інформацію (інформаційні операції, психологічні операції) здобути й закріпити конкурентну перевагу над ним, тобто зробити супротивника залежним в плані власної інформаційної самодостатності, нав'язати йому використання таких інформаційних ресурсів, які б в першу чергу служили власним інтересам (держави чи корпорації).

## Проблеми та тенденції
Зазначені зміни не тільки принесли нові виклики людству, які пов'язані з прямопропорційною залежністю інтенсивності інформатизації та урбанізації зі зростанням числа захворювань, пов'язаних з гіподинамією та постійними стресами міського жителя (рак — «чума ΧΧ століття», тотальне «ожиріння» жителів розвинутих країн), а й зробили як ніколи можливим втілення давніх прагнень мислителів людства — це насамперед впровадження позитивних моментів таких концепцій, як ноосфера та коеволюція.
Однією з проблем є вибір потрібної інформації. Хвилі спаму і флуду (причому не тільки в Інтернеті, а й в ЗМІ) подекуди роблять отримання дійсно потрібної, корисної інформації завданням важко виконуваним. А широке використання засобів обчислювальної техніки ставить ряд нових викликів інформаційній безпеці окремих організацій, осіб та цілих держав (див. конкурентна розвідка, промислове шпигунство, кібервійна).
Використання мережевих технологій (на основі інформаційних) зробило можливим не лише тотальне об'єднання ресурсів всього людства, а й безпрецедентні в історії людства терористичні акції (9/11, Трагедія Норд-Осту, Вибухи в Лондонському метрополітені). Тероризм став серйозною проблемою.